# Robert-Henri Bautier
Pour les articles homonymes, voir Bautier.
Robert-Henri Bautier, né le 19 avril 1922 à Paris et mort le 19 octobre 2010 à Créteil, est un archiviste et historien médiéviste français, membre de l'Institut.

## Biographie
Robert-Henri Émile Bautier entre à l'École nationale des chartes en 1939 : il y rédige une thèse intitulée L’exercice de la justice publique dans l’Empire carolingien qui lui permet d'obtenir le diplôme d'archiviste paléographe en 1943. Nommé archiviste aux Archives nationales, il est détaché à l'École française de Rome (1943-1944) mais sans pouvoir rejoindre la ville.
Il devient alors archiviste en chef de la Creuse en 1944, où il fait enquêter sur la disparition de Marc Bloch, et collecte des archives de l’Occupation en application des consignes officielles, puis il est chargé de recherches en Italie pour le Centre national de la recherche scientifique (CNRS) de 1945 à 1948. Il participe à des missions administratives consécutives à la modification de la frontière italienne (membre de la délégation française pour l’exécution des clauses d’archives du traité de paix franco-italien de 1947 (1948), et délégué à la remise des archives de la Savoie et de Nice à la France (1949-1952). Il est également chargé de la négociation des litiges franco-allemands (« archives extradées d’Alsace et de Lorraine ») et des échanges d’archives franco-allemands (1951-1952).
Il reprend ensuite son poste de conservateur d'archives, d'abord aux Archives nationales puis à la direction des Archives de France, et comme chargé du Service des Études et du stage international des Archives (1948-1958).
Il est nommé attaché de recherche en 1958 au CNRS et est chargé d'un cycle de conférence de l'École nationale des chartes où il devient en 1961 professeur de diplomatique et d'archivistique (chaire de diplomatique en 1961, chaire d’archivistique et d’historiographie en 1970) jusqu'en 1990, puis professeur en surnombre (1990-1992). Il initie et coordonne dans les années 1970 un Atlas historique du Limousin, dont la publication n'est jamais faite. 
Il est l'auteur d'articles sur la diplomatique, la sigillographie, les archives médiévales et la production des actes au Moyen Âge.
Il est élu membre de l'Académie des inscriptions et belles-lettres le 13 décembre 1974. Son épouse Anne-Marie est décédée le 2 janvier 2008 à 87 ans.
Il est, par ailleurs, chargé du contrôle du Musée du château de Langeais (1986-1991), et, en tant que membre de l'Institut, conservateur de l'abbaye royale de Chaalis (1992-2000).
Il a été membre de très nombreuses sociétés savantes, notamment la Société de l'histoire de France, la Société nationale des antiquaires de France, la Société française d'héraldique et de sigillographie, ou Monumenta Germaniæ Historica (il a été président des trois premières), la Société d'histoire et d'archéologie de l'arrondissement de Provins dont il a été président d'honneur de 1999 à sa mort et fut membre correspondant de l'Académie de Stanislas. Il est membre de l'Académie royale de Belgique et de plusieurs autres académies étrangères. Il a également été membre du Comité des travaux historiques et scientifiques, de nombreuses commissions sur les archives, la diplomatique et la sigillographie.

## Publications
- Helgaud de Fleury. Vie de Robert le Pieux, 1965 (édition et traduction annotée, en coll. de G. Labory)
- Recueil des actes d’Eudes, roi de France (888-898), 1967
- Les sources de l’histoire économique et sociale du Moyen Âge. 1re série (1968-1974), Provence, Comtat Venaissin, Dauphiné, États de la maison de Savoie. 2e série (1984), États de la maison de Bourgogne (en collaboration avec J. Sornay), 1968-1984
- André de Fleury, 1969 (édition et traduction annotée, en collaboration avec G. Labory)
- The economic development of Medieval Europe, 1971
- Recueil des actes de Louis II le Bègue, Louis III et Carloman, rois des Francs (877-884), 1979 (en collaboration avec F. Grat, J. de Font-Réaulx et G. Tessier)
- La France de Philippe Auguste : le temps des mutations, 1982 (collectif)
- Les origines de l’abbaye de Bouxières-aux-Dames (diocèse de Toul). Reconstitution du chartrier et édition critique des chartes antérieures à 1200, 1987
- Chartes, sceaux et chancelleries : études de diplomatique et de sigillographie médiévales, 2 vol., 1990
- Vocabulaire international de la sigillographie, 1990
- Recherches sur l’histoire de la France médiévale : des Mérovingiens aux premiers Capétiens, 1991, présentation en ligne.
- Études sur la France capétienne : de Louis VI aux fils de Philippe le Bel, 1991
- Sur l’histoire économique de la France médiévale : routes, foires, draperies, 1992
- Château de Langeais : histoire et guide-itinéraire du Musée, 1992
- Le Musée Jacquemart-André à Chaalis : historique de l’abbaye royale de Chaalis et guide-itinéraire des collections du Musée, 1992
- Commerce méditerranéen et banquiers italiens au Moyen Âge, 1992
- Vocabulaire international de la diplomatique, 1994

## Décorations
- Officier de la Légion d'honneur[Quand ?][6].
- Officier de l'ordre national du Mérite[6].
- Commandeur de l'ordre des Palmes académiques[6].
- Commandeur de l'ordre des Arts et des Lettres[6].